# Tsjystjakove
Tsjystjakove (Oekraïens: Чистякове) is een stad in de Oekraïense oblast Donetsk, gelegen in de oostelijke Donbas. De bevolking telde in 2021 53.725 inwoners. De stad heette van 1964 tot 2016 Torez. In de zelfverklaarde Volksrepubliek Donetsk, waarin de stad ligt, wordt die naam nog steeds gebruikt.
Tsjystjakove werd gesticht als een kleine nederzetting in 1778 door ontsnapte lijfeigenen en gevangenen. Het heette aanvankelijk Oleksiivka. In de vroege 19e eeuw leefden er rond de 1500 mensen. Rond 1860 begon de kleine nederzetting zich te ontwikkelen tot een centrum voor de opkomende mijnbouw. Het kreeg de nieuwe naam Sjistjakov, naar een grootgrondbezitter van die naam. Door de kolenindustrie en de steengroeven groeide de plaats sterk. In 1932 werd Sjistjakov een stad. Van 31 oktober 1941-2 september 1943 was het bezet door de Duitsers. 
De stad kreeg op 16 juli 1964 de nieuwe naam Torez, ter ere van de leider van de Franse Communistische Partij, Maurice Thorez, die vijf dagen eerder was overleden en op de 16e een grootse begrafenis kreeg. Thorez was vanaf zijn twaalfde jaar als mijnwerker werkzaam geweest.
In april 2014 viel de regio waarin Torez ligt in handen van pro-Russische rebellen, die de Volksrepubliek Donetsk uitriepen. Ongeveer 10 km ten noorden van Torez ligt het dorpje Hrabove waar op 17 juli 2014 de Boeing van Malaysia Airlines (MH17) neerstortte. Stoffelijke overschotten van omgekomenen werden op 20 en 21 juli verzameld in koelwagons op het station van Torez. Op de avond van de tweede dag vertrok de trein naar Donetsk, met eindbestemming Charkov.